# Chus Solís
Jesús Rodríguez Solís, mejor conocido profesionalmente como Chus Solís, (Oviedo, 24 de diciembre de 1973) es un fabricante español de gaitas asturianas. 
Empezó su carrera enseñando clases de gaita en el Conservatorio Valle del Nalón (Langreo). En el año 1999 fundó Etimta S.L. (Escuela y Taller de Instrumentos Musicales Tradicionales Asturianos), en un principio situada en Oviedo, en 2001 se resituó en c/Molín del Sutu, La Felguera (Langreo) y finalmente se encuentra desde 2021 en Fueyo, Tiñana (Siero).
Participó, a lo largo de su carrera, en varios festivales, como en las Xornaes de Música Tradicional de Nava  y en el Festival Intercéltico de Avilés, entre otros.
Fabricó la gaita de algunos músicos asturianos relevantes, como Héctor Braga o Rodrigo Joglar.
Compuso algunas piezas, como un himno del Equipo de fútbol del Valdesoto.
También participó en otros proyectos, como el Conceyu de la Gaita en junio de 2023.